# Promachus palmensis
Promachus palmensis är en tvåvingeart som beskrevs av Frey 1936. Promachus palmensis ingår i släktet Promachus och familjen rovflugor.
Artens utbredningsområde är Kanarieöarna. Inga underarter finns listade i Catalogue of Life.